# Таунсенд, Джон Керк
Джон Керк Таунсенд (англ. John Kirk Townsend; 10 августа 1809, Филадельфия — 6 февраля 1851, Вашингтон) — американский натуралист, орнитолог и коллекционер.

## Биография
Таунсенд родился в Филадельфии и получил специальность врача и фармацевта. Он проявлял интерес к естественной истории в целом, и собиранию птиц в частности. В 1833 году он был приглашен ботаником Томасом Наттоллом присоединиться к нему во второй экспедиции Натаниэла Джарвиса Вайета через Скалистые горы к Тихому океану. Таунсенд научно описал множество новых видов животных, в том числе птиц, такие как Charadrius montanus, Chaetura vauxi, Calcarius ornatus, Dendroica nigrescens, Dendroica townsendi и Oreoscoptes montanus.
По возвращении Таунсенд опубликовал книгу «The Narrative of a Journey across the Rocky Mountains to the Columbia River and a Visit to the Sandwich Islands» (1839). Свою коллекцию птиц он передал в 1842 году в Национальный музей естественной истории.

## Почести
В честь Таунсенда названы многие виды животных, в том числе суслик Таунсенда (Urocitellus townsendii), бурундук Таунсенда (Neotamias townsendii), гофер Таунсенда (Thomomys townsendii), крот Таунсенда (Scapanus townsendii), ушан Таунсенда (Corynorhinus townsendii), полёвка Таунсенда (Microtus townsendii), белохвостый заяц (Lepus townsendii) и пчёлы рода Townsendiella.